# Bisdom Apucarana
Het bisdom Apucarana (Latijn: Dioecesis Apucaranensis) is een rooms-katholiek bisdom met als zetel Apucarana, in Brazilië. Het bisdom is suffragaan aan het aartsbisdom Londrina.

## Geschiedenis
Het bisdom werd opgericht op 28 november 1964, uit delen van de bisdommen Campo Mourão en Londrina, en was suffragaan aan het aartsbisdom Curitiba. Op 31 oktober 1970 wisselde het bisdom van kerkprovincie en werd suffragaan aan het aartsbisdom Londrina. 

## Parochies
Het bisdom had in 2020 een oppervlakte van 9.326 km2 en telde 504.400 inwoners waarvan 74,5% rooms-katholiek was.

## Bisschoppen
- Romeu Alberti (22 februari 1965 - 3 juni 1982)
- Domingos Gabriel Wisniewski (17 mei 1983 - 2 februari 2005)
- Luiz Vicente Bernetti (2 februari 2005 - 8 juli 2009)
- Celso Antônio Marchiori (8 juli 2009 - 13 december 2017)
- Carlos José de Oliveira (12 december 2018 - heden)

Londrina (aartsbisdom) · Apucarana · Cornélio Procópio · Jacarezinho